# Antic arquebisbat de York
L'arquebisbat de York (anglès: archdiocese of York; llatí: Archidioecesis Eboracensis) és una seu suprimida de l'Església catòlica a Anglaterra.

## Territori
La diòcesi es trobava situada al nord-est d'Anglaterra, al comtat històric de Yorkshire.
La seu episcopal era la ciutat de York, on es trobava la catedral de Sant Pere.
En el moment de la seva supressió, la diòcesi estava dividida en 5 ardiaconats: York, Cleveland, East Riding, Nottingham i Richmond.

## Història
Eboracum (nom llatí de York) era ja una seu episcopal en època romana. L'únic bisbe documentat d'aquest període és Ebori, present el 314 al concili d'Arle, a França. La tradició indica d'altres bisbes, encara que no estan històricament documentats.
L'arribada dels angles, dels saxons i dels juts cap a mitjans del segle v el final a l'estructura cristiana a tota l'illa. Va ser el papa Gregori Magne a finals del segle vi qui envià un grup de missioners encapçalats pel benedictí, Agustí de Canterbury, per tal d'evangelitzar els nous pobles que es trobaven a les illes britàniques.
El 625, Edwin, qui regnava sobre Deria (Yorkshire), Bernícia (Northumbria) i Lindissi (Lindsey), obtingué com a esposa la filla del rei Etelbert I de Kent, el qual havia donat hospitalitat als missioners romans i s'havia convertit al cristianisme. Amb la nova reina arribà a la cort d'Edwin Paulí, un dels companys d'Agustí, qui fou consagrat bisbe. Una victòria en batalla va convèncer el rei d'unir-se a la fe de Paulí, juntament amb tot el seu poble. La conversió en massa dels saxons del nord fou decidida al Witenagemont, la gran assemblea del regne; Edwin es va fer batejar per la Pasqua del 627. El bisbe Paulí instal·là la seva seu a York, on començà la construcció d'una primera catedral en pedra.
L'èxit inicial de la missió a Northumbria va patir un dur contracop amb la mort en batalla d'Edwin, mort per Penda, rei de Mèrcia, durant la Hatfield (632). Paulí rebé el pal·li de mans del papa Honori I mentre que es fugia amb la reina cap a Kent. L'hegemonia de Penda, que restà sempre pagà, queda eliminada a la batalla de Winwaed (654). Aquest fet permeté reprendre l'evangelització del Northumbria.
Després de les decisions preses al sínode de Whitby el 664, la diòcesi abacial de Lindisfarne fou suprimida i el seu territori quedà incorporat al de York.
Entre el 678 i el 680, la seu de York cedí parts del seu territori a benefici de les ereccions de les noves diòcesis de Lindisfarne i de Hexham (posteriorment unides per formar la diòcesi de Durham). Al voltant del 730 s'erigí una nova diòcesi, Whithorn, separant el territori de la de York.
El 735 la diòcesi fou elevada al rang de seu metropolitana: tenia com a sufragànies les seu de Lindisfarne, Hexham i Whitorn. En aquest període, gràcies als esforços dels arquebisbes locals, York fou seu d'un important centre d'estudis, del qual Alcuí en fou un notable representant.
Al segle xvi, abans d'afirmar-se l'anglicanisme, York tenia com a sufragànies les seu de Durham, Carlisle i Chester.
El darrer arquebisbe, Nicholas Health, fou deposat per la reina Elisabet el 1559 i morí el 1579. Amb la seva mort s'interromp la successió apostòlica i l'episcopat de York. No obstant, segons els anglicans, segueix havent una continuïtat a la cronologia episcopal abans i durant la reforma.

## Cronologia Episcopal
- Eborius † (citat el 314)
- Samson † (507)
- Piraunus † (522)
- Thadiacus † (586)
- Sant Paulí † (21 de juliol de 625 consagrat - 10 d'octubre de 644 mort)
  - Sede vacante (644-664)
- Sant Chad † (664 consagrat - 667 renuncià)
- Sant Wilfrid I † (667 - 678 deposat)
- Sant Bosa † (678 - 2 d'octubre de 705 mort)
- Sant Joan de Beverley † (705 - 718 renuncià)
- Sant Wilfrid II † (718 - 732 renuncià)
- Ecgbert † (732 - 19 de novembre de 766 mort)
- Aethelbert † (26 d'abril de 767 consagrat - 22 de desembre de 780 mort)
- Eanbald I † (780 - 11 d'agost de 796 mort)
- Eanbald II † (14 d'agost de 796 consagrat - ?)
- Wulfsige † (circa 812 - ?)
- Wigmund † (circa 831 - ?)
- Wulfhere † (854 - 893 mort)
- Aethelbald † (895 - ?)
- Hrotheweard (Lodeward) †
- Wulfstan I † (939 - 26 de desembre de 956 mort)
- Oscytel † (956 - 31 d'octubre de 970 o 972 mort)
- Ethelwold † (972)
- Sant Oswald, O.S.B. † (972 - 29 de febrer de 993 mort)
- Ealdwulf † (993 - 6 de maig de 1002 mort)
- Wulfstan II † (1002 - 28 de maig de 1023 mort)
- Aelfric Puttoc † (1023 - 22 de gener de 1051 mort)
- Kynsige † (1051 - 22 de desembre de 1060 mort)
- Ealdred † (25 de desembre de 1060 o 1061 - 11 de setembre de 1069 mort)
- Thomas of Bayeux † (29 d'agost de 1070 consagrat - 18 de novembre de 1100 mort)
- Gerard † (1101 - 21 de maig de 1108 mort)
- Thomas † (27 de juny de 1109 consagrat - 24 de febrer de 1114 mort)
- Thurstan † (1114[2] - 5 de febrer de 1140 mort)
  - Sant Guillem de York (William FitzHerbert) † (1143 - 1147) (arquebisbe electe, destituït)
- Henry Murdac † (7 de desembre de 1147 consagrat - 14 d'octubre de 1153 mort)
- Sant Guillem de York † (1153 - 8 de juny de 1154 mort)[3]
- Roger de Pont L'Évêque † (10 d'octubre de 1154 consagrat - 22 de novembre de 1181 mort)
  - Sede vacante (1181-1191)
- Geoffrey Plantagenet † (18 d'agost de 1191 consagrat - 18 de desembre de 1212 mort)
  - Simon Langton † (de juny de 1215 - d'agost de 1215) (arquebisbe electe)
- Walter de Gray † (27 de març de 1216 - 1 de maig de 1255 mort)
- Sewal de Bovil † (11 de març de 1256 - 10 de maig de 1258 mort)
- Godfrey Ludham † (22 de setembre de 1258 - 12 de gener de 1265 mort)
  - William Langton † (de març de 1265 - de novembre de 1265) (arquebisbe electe)
  - Sant Bonaventura, O.F.M. † (24 de novembre de 1265 - d'octubre de 1266) (arquebisbe electe)
- Walter Giffard † (15 d'octubre de 1266 - 22 d'abril de 1279 mort)
- William de Wickwane † (19 de setembre de 1279 - 26 d'agost de 1285 mort)
- John le Romeyn † (17 de febrer de 1286 - 11 de març de 1296 mort)
- Henry of Newark † (11 de març de 1297 - 15 d'agost de 1299 mort)
- Thomas of Corbridge † (9 de març de 1300 - 22 de setembre de 1303 mort)
- William Greenfield † (8 de febrer de 1306 - 6 de desembre de 1315 mort)
- William Melton † (28 de setembre de 1317 - 4 d'abril de 1340 mort)
- William Zouche † (26 de juny de 1342 - 19 de juliol de 1352 mort)
- John Thoresby † (22 d'octubre de 1352 - 6 de novembre de 1373 mort)
- Alexander Neville † (14 d'abril de 1374 - 1388 deposat)
- Thomas Arundel † (13 de juny de 1388 - 24 de novembre de 1396 nomenat arquebisbe de Canterbury)
- Robert Waldby, O.E.S.A. † (4 de gener de 1397 - 6 de gener de 1398 mort)[4]
- Richard le Scrope † (15 de març de 1398 - 8 de juny de 1405 mort)
  - Thomas Langley † (1405 - 1406) (arquebisbe electe)
  - Robert Hallam † (22 de maig de 1406 - 23 d'octubre de 1407 nominato vescovo de Salisbury) (arquebisbe electe)
- Henry Bowet † (7 de novembre de 1407 - 20 d'octubre de 1423 mort)
  - Philip Morgan † (1423 - 1424) (arquebisbe electe)
  - Richard Fleming † (14 de febrer de 1424 - de juliol de 1425 renuncià) (arquebisbe electe)
- John Kemp † (20 de juliol de 1425 - 28 de juliol de 1452 nomenat arquebisbe de Canterbury)
- William Booth † (28 de juliol de 1452 - 12 de setembre de 1464 mort)
- George Neville † (15 de març de 1465 - 8 de juny de 1476 mort)
- Lawrence Booth † (31 de juliol de 1476 - 19 de maig de 1480 mort)
- Thomas Scott (Rotherham) † (7 de juliol de 1480 - 29 de maig de 1500 mort)
- Thomas Savage † (18 de gener de 1501 - 3 de setembre de 1507 mort)
- Christopher Bainbridge † (22 de setembre de 1508 - 14 de juliol de 1514 mort)
- Thomas Wolsey † (15 de setembre de 1514 - 29 de novembre de 1530 mort)
- Edward Lee † (20 d'octubre de 1531 - 13 de setembre de 1544 mort)
- Henry de Bruto † (19 de febrer de 1546 - ?)
- Nicholas Heath † (21 de juny de 1555 - 1579 mort)